# Mevlüt Erdinç
Mevlüt Erdinç (ur. 25 lutego 1987 w Saint-Claude) – turecki piłkarz francuskiego pochodzenia występujący na pozycji napastnika. W latach 2008–2016 reprezentant Turcji.

## Kariera klubowa

### FC Sochaux
Erdinç swoją karierę od początku związał z FC Sochaux, do pierwszej drużyny tego zespołu awansował w sezonie 2005/06. Już w swoim debiucie strzelił gola, który dał zwycięstwo 1-0 w wyjazdowym meczu z AC Ajaccio, mimo że na boisku przebywał tylko kilka minut. W sezonie 2007/08 przebił się do pierwszej jedenastki FC Sochaux i od razu został najlepszym strzelcem drużyny strzelając 11 bramek w 28 występach. Jego kontrakt z FC Sochaux wygasł w czerwcu 2009.

### Paris Saint-Germain
W lipcu 2009 piłkarz przeszedł do Paris Saint Germain.

### Stade Rennais
W styczniu 2012 przeszedł z PSG do Stade Rennais za kwotę 7,5 mln euro i podpisał z tym zespołem kontrakt na 3,5 roku. Pierwszego gola dla Rennes zdobył 11 lutego 2012 w meczu przeciw FC Sochaux wygranym 1:0 (w swoim trzecim meczu w barwach tej drużyny).

### AS Saint-Etienne
2 września 2013 roku podpisał kontrakt z AS Saint-Étienne za kwotę 4,5 mln euro.

### Hannover 96
17 lipca 2015 roku podpisał kontrakt z Hannover 96 za kwotę 3,5 mln euro.

## Kariera reprezentacyjna
Erdinç posiada podwójne obywatelstwo francuskie i tureckie. Jego rodzice przybyli do Francji w 1973. On sam początkowo liczył na powołanie do reprezentacji Francji, jednak zaakceptował ofertę reprezentacji Turcji. Grał w młodzieżowych reprezentacjach tego kraju, a 26 marca 2008 zadebiutował w pierwszej reprezentacji w zremisowanym 2-2 meczu z Białorusią. Niespodziewanie został powołany przez Fatiha Terima do składu reprezentacji Turcji na EURO 2008. Erdinç wystąpił nawet w podstawowym składzie Turcji przeciw Portugalii w pierwszym meczu na EURO 2008. 11 października 2008 zdobył pierwszego gola dla Turcji w meczu eliminacji do mistrzostw świata 2010 przeciw Bośni i Hercegowinie w Stambule.